# هبوريات
هبوريات أو عنكبوت النمل (الاسم العلمي Zodariidae)، فصيلة عناكب من المفصليات. هي عناكب متوسطة وصغيرة القد منتشرة تقريبًا في كافة أنحاء العالم مع وجود أنواع قليلة في أمريكا الشمالية.